# St. Catharines Falcons
St. Catharines Falcons je bil mladinski hokejski klub iz Galta. Deloval je v ligi Ontario Hockey Association od 1943 do 1947. Domača dvorana kluba je bila Garden City Arena.

## Zgodovina
OHA mladinski hokej na ledu je bil v Garden City vpeljan jeseni leta 1943, ko je v ligi debitiralo moštvo St. Catharines Falcons. Rudy Pilous, bivši igralec članskega amaterskega A moštva St. Catharines in njegov prijatelj Jay MacDonald sta se navdušila, da bi pripeljala moštvo v St. Catharines, potem ko sta spomladi 1943 v dvorani Maple Leaf Gardens v Torontu gledala tekmo za pokal Memorial Cup med moštvoma Winnipeg Royals in Oshawa Generals.  
Pilous je postal trener in direktor moštva, MacDonald pa tajnik in blagajnik. Pilous je dvignil proračun, ko je v sponzorstvo prepričal šest lokalnih poslovnežev (Pete Grammar, Ted in Os Graves, Tom Heit, Jack Leach in Cal Wilson). Vsak od njih je prispeval 500 CAD. Zatem je odpotoval v svoje rodno mesto Winnipeg, da je najel igralce za sezono 1943/44. 
Svojo prvo tekmo je moštvo igralo 13. novembra 1943. Ime moštva je prišlo iz natečaja za ime novega mladinskega moštva. Na natečaju je s svojim predlogom St. Catharines Falcons zmagal devetletni deček Jimmy Stirrett iz Port Dalhousieja.
Moštvo je bilo tako uspešno, da je po dveh letih razpadlo člansko amatersko A moštvo St. Catharines Saints. V sezoni 1946/47 se klubu ni uspelo uvrstiti v končnico in je zašel v finančne težave. Izgledalo je že kot konec mladinskega hokeja na ledu v mestu, a je januarja 1947 na pomoč priskočil George Stauffer, predsednik podjetja Thompson Products Ltd., ki je klub odkupil za 2500 $. S tem je ohranil mladinski hokej na ledu v St. Catharines in preimenoval moštvo v St. Catharines Teepees. 
Danes deluje lokalno mladinsko B hokejsko moštvo v ligi Golden Horseshoe Junior B Hockey League, ki uporablja isto ime. Kluba poleg imena nimata nobene skupne točke. 

## Igralci
Mnogi igralci iz področja Winnipega so tvorili jedro prvega moštva, med drugim Harvey Jessiman (vratar), Bing Juckes, Tom Pollock, Laurie Peterson in Doug McMurdy. Dopolnjevali so jih lokalni igralci.
Center Doug McMurdy je v sezoni 1944/45 osvojil nagrado Red Tilson Trophy za najizrednejšega igralca lige OHA.

### NHL igralci
Štirje igralci so napredovali do lige NHL:

Armand Delmonte

Val Delory

Bing Juckes

Nick Mickoski

## Izidi
Moštvo se ni nikoli prebilo do finala za pokal J. Ross Robertson Cup, a so se odlično odrezali v rednih delih sezone, saj so se v končnico uvrstili v svojih prvih treh sezonah.
| Sezona  | Tekem | Zmag | Porazov | Remijev | TOČ | %     | GF  | GA  | Uvrstitev      |
| 1943/44 | 26    | 15   | 9       | 2       | 32  | 0.615 | 125 | 103 | 1. v Skupini 2 |
| 1944/45 | 20    | 12   | 8       | 0       | 24  | 0.600 | 101 | 93  | 2. v OHA       |
| 1945/46 | 28    | 14   | 14      | 0       | 28  | 0.500 | 133 | 123 | 4. v OHA       |
| 1946/47 | 36    | 7    | 25      | 4       | 18  | 0.250 | 101 | 219 | 8. v OHA       |

## Dvorana
Klub je od 1943 do 1947 igral v dvorani Garden City Arena, ki jo je od 1943 do 1945 delil s članskim amaterskim moštvom St. Catharines Saints. 